# Johann Jakob Oeri (Theologe)

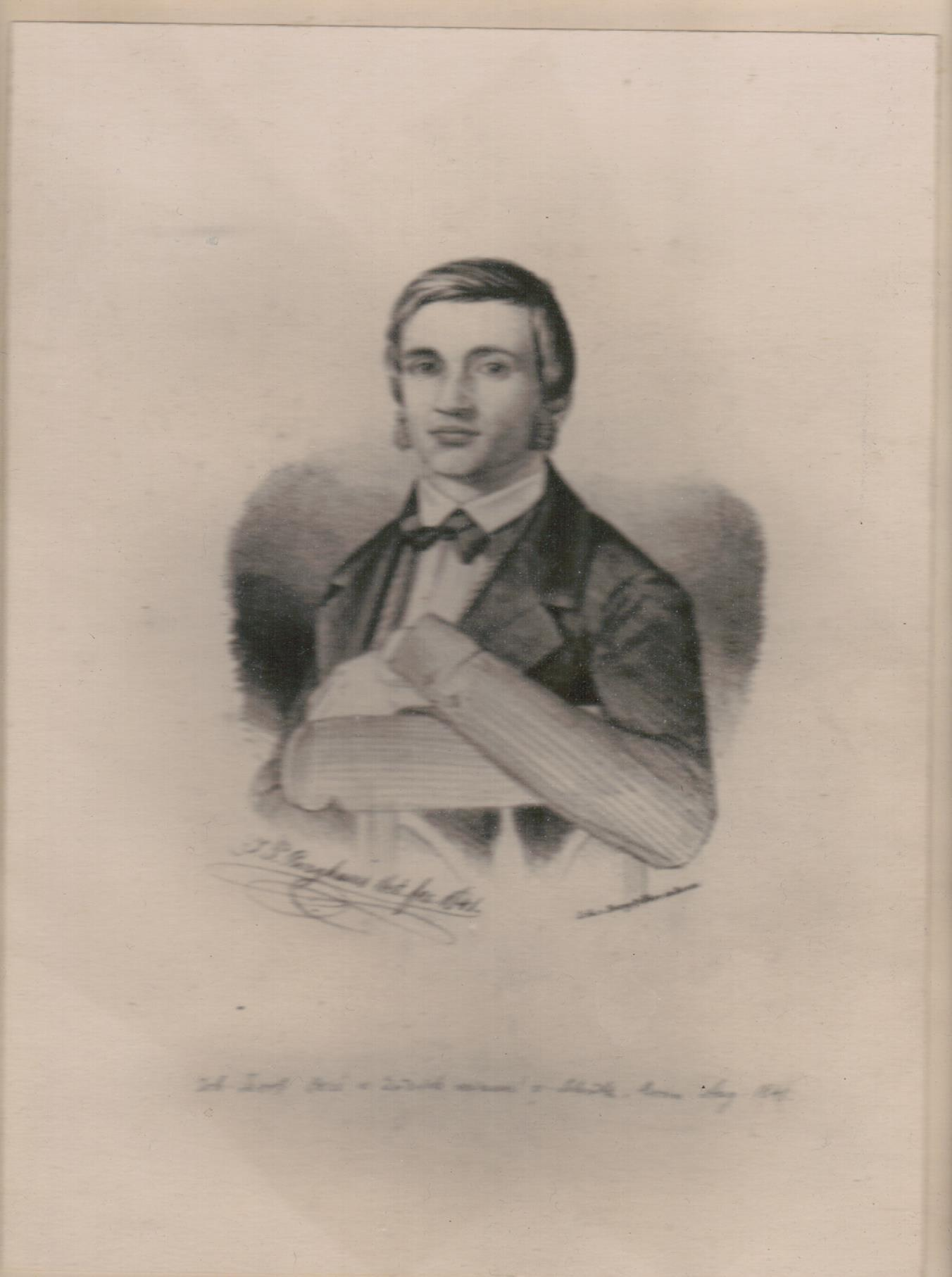
Johann Jakob Oeri als Student in Bonn 1841

Johann Jakob Oeri (* 7. Januar 1817 in Wil bei Rafz (Kanton Zürich); † 5. Juli 1897 in Basel) war ein Schweizer reformierter Theologe.

## Leben
Oeri war ein Sohn des gleichnamigen reformierten Pfarrers und dessen Frau Maria Magdalena Schorndorff. Er studierte in Basel, Berlin und Bonn evangelische Theologie. In Bonn wurde er 1841 Mitglied des Bonner Wingolf. Nach seinem Studium war er von 1843 bis 1896 Pfarrer in Lausen und an der Strafanstalt in Liestal. 1849 erhielt Oeri das Bürgerrecht von Basel. Von 1859 bis 1889 war er Präsident des Pfarrkonventes von Baselland. 
Ab 1843 war Oeri mit Maria Louise Burckhardt, der Schwester von Jacob Burckhardt, verheiratet. Zusammen hatten sie vier Kinder. Ihr ältester Sohn war der Altphilologe Johann Jakob Oeri (1844–1908). Dieser gab den Nachlass von Jacob Burckhardt heraus. Der jüngere Sohn war Rudolf Daniel Oeri. 